# Jacek Korohoda
Jacek Korohoda (ur. 24 kwietnia 1962 w Krakowie) – polski gitarzysta, kompozytor, muzyk sesyjny i nauczyciel.

## Życiorys
Syn Włodzimierza Korohody, wnuk Jerzego Korohody, absolwent Uniwersytetu Jagiellońskiego. Prowadzi własne projekty muzyczne. Wieloletni członek zespołu Prowizorka Jazz Band, dwukrotnego laureata plebiscytu Jazz Top miesięcznika Jazz Forum. W swojej karierze współpracował m.in. z Jarkiem Śmietaną, Markiem Grechutą, Włodzimierzem Korczem, Beatą Rybotycką, Agnieszką Chrzanowską, Billy Neal’em, Z-Star, Kają Karaplios, Jackiem Dewódzkim i wieloma czołowymi artystami. Związany z gatunkami muzycznymi: jazz, smooth jazz, funk, fusion, rock, blues, pop, poezja śpiewana. Jako nauczyciel gry na instrumencie odznaczony Medalem KEN i Nagrodą Prezydenta Miasta Krakowa.

## Dyskografia

### Albumy autorskie
- Guitar Dialogues z Grzegorzem Grybosiem 1996 r.
- If It Happens 2007 r.
- Window To The Backyard 2010 r.
- Keep A Light On z Billy Neal 2016 r.
- Nie patrz 2023 r.

### Prowizorka Jazz Band
- Prowizorka Nr.4 1992 r.
- Crazy Rhythm 1997 r.
- East Connection 1997 r.
- New Live 2007 r.
- To Hear The Music 2012 r.

### Z innymi artystami (wybrane)
- Schi – Sucha Orkiestra 1987 r.
- Pan Kazimierz – musical 2010 r.
- Wiśnia – Kasia Cygan 2011 r.
- Stary, zły i brzydki – Bzyk i Sztajemka 2016 r.
- Serce w ogrodzie swoim – Kasia Cygan 2022 r.